# Targa Florio 1969

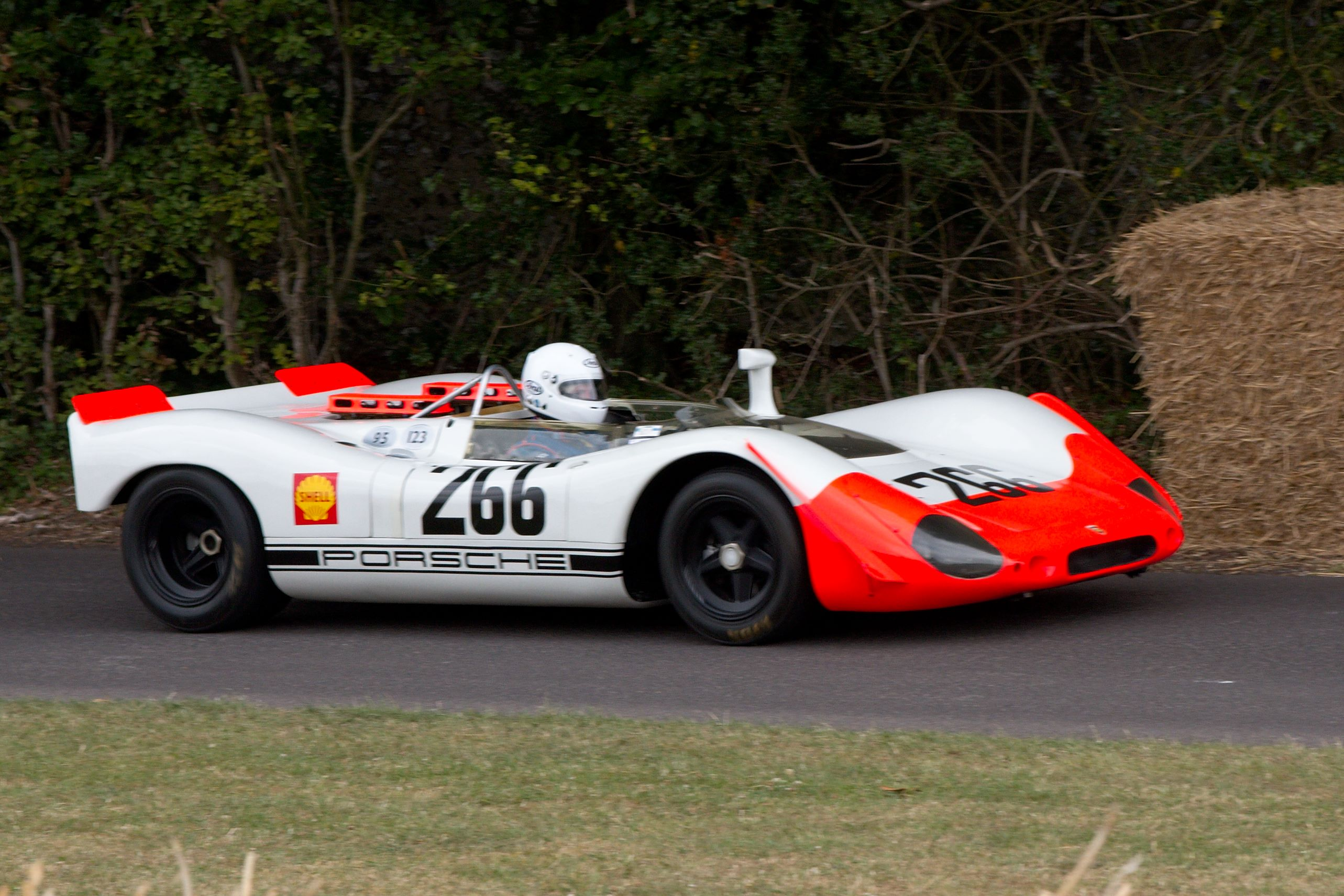
Porsche 908/02 mit der Startnummer 266; Siegerwagen von Gerhard Mitter und Udo Schütz

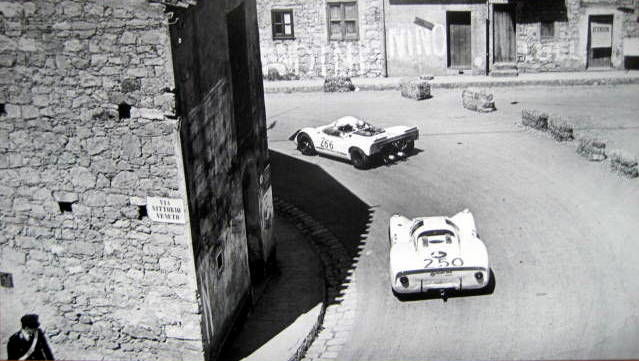
Der siegreiche Mitter/Schütz-Porsche in Collesano vor dem Porsche 907 von Jonathan Williams und Antonio Nicodemi

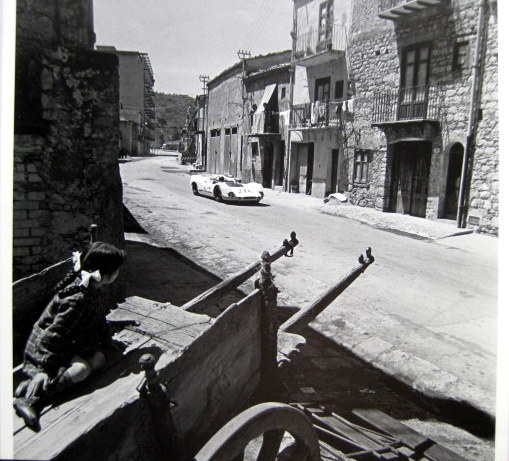
Der im Training verunfallte Nomad MK1 von Peter Jackson und Clive Baker

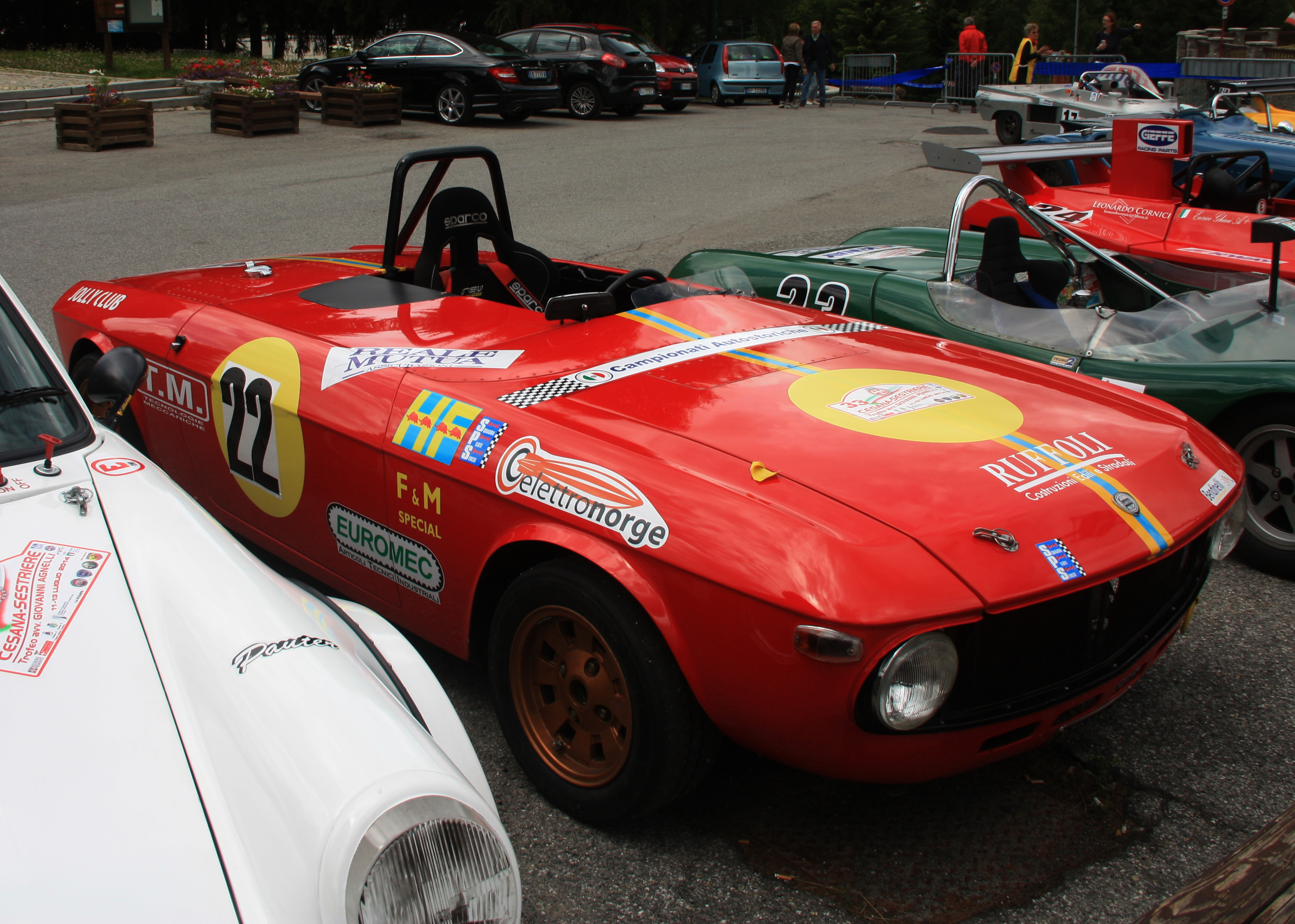
Lancia Fulvia HF F&M Special

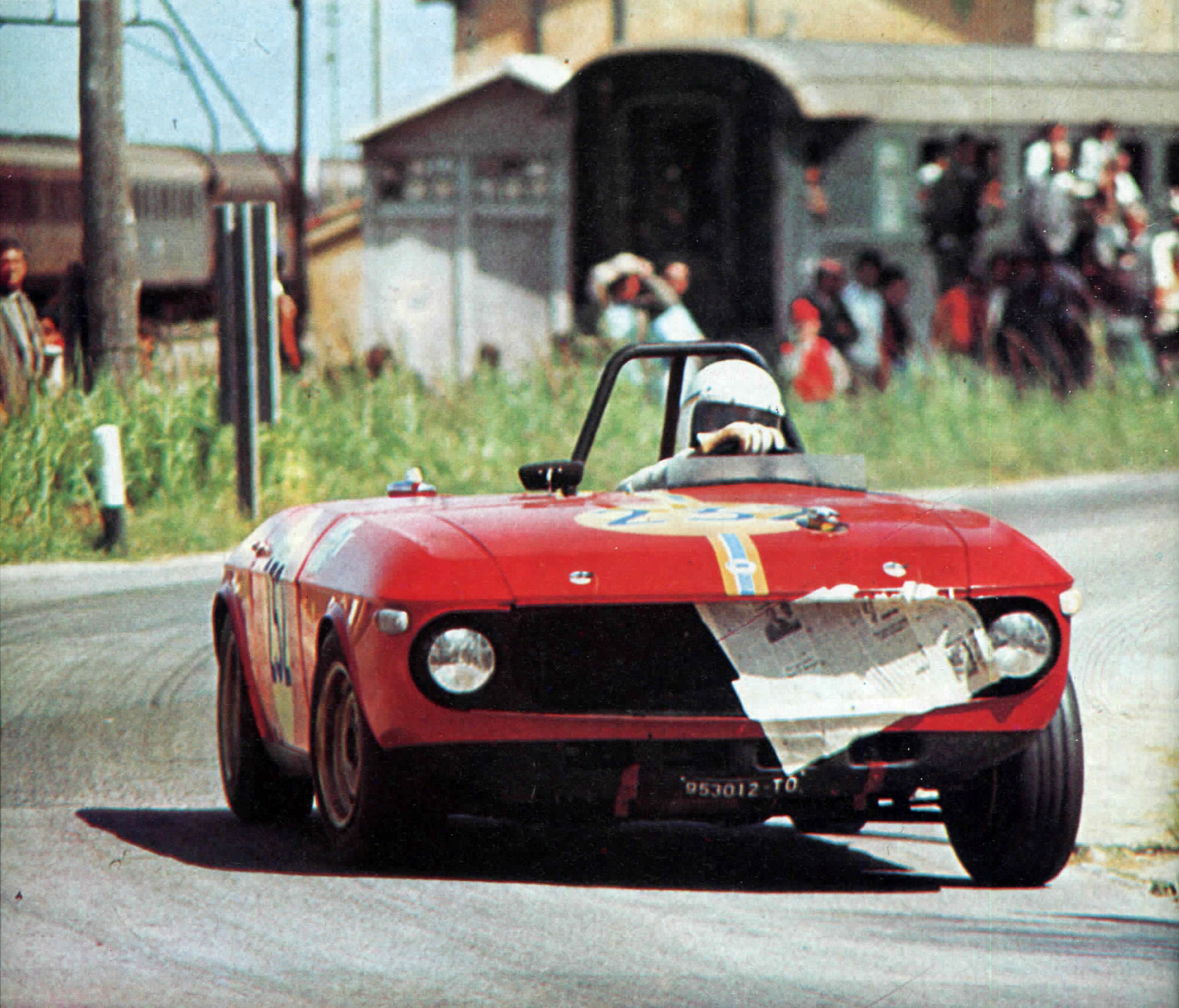
Claudio Maglioli im Lancia Fulvia HF F&M Special

Die 53. Targa Florio, auch 53° Targa Florio, Piccolo Circuito delle Madonie, Sicilia, auf Sizilien fand am 4. Mai 1969 statt und war der fünfte Wertungslauf der Sportwagen-Weltmeisterschaft dieses Jahres.

## Das Rennen
Die großen Abwesenden der 53. Targa Florio waren wie im Jahr davor die Werkswagen der Scuderia Ferrari. Hatte der Rennstall von Enzo Ferrari 1968 nach einer Reglementänderung kein passendes Einsatzfahrzeug, wurde 1969 als offizieller Grund die Teilnahme am Großen Preis von Spanien angegeben, der am selben Wochenende stattfand. Für das Rennen am Circuit de Montjuïc in Barcelona hatte die Scuderia jedoch nur einen Ferrari 312 für Chris Amon gemeldet. Da ein Startverzicht der Scuderia bei der Targa Florio ungewöhnlich war, machte im Fahrerlager bald das Gerücht die Runde, Enzo Ferrari und die Funktionäre des Veranstalters hätten sich nicht auf das von Ferrari geforderte Startgeld einigen können.
Im Unterschied zu Ferrari reiste das Porsche Werksteam mit sieben Einsatzwagen an. Rennleiter Rico Steinemann meldete sechs Porsche 908/02 mit Spyder-Karosserie und einen Porsche 911R. Nicht am Start war Stammfahrer Jo Siffert, der für Rob Walker einen Lotus 49B beim Formel-1-Rennen in Spanien fuhr. Zum Team zählte auch in diesem Jahre der inzwischen 41-jährige Umberto Maglioli, der die Targa bereits dreimal – 1953, 1956 und 1968 – gewonnen hatte. Maglioli war wie im Vorjahr Partner von Vic Elford. Die weiteren 908 wurden Gerhard Mitter/Udo Schütz, Brian Redman/Richard Attwood, Hans Herrmann/Rolf Stommelen, Willi Kauhsen/Karl von Wendt sowie Gérard Larrousse/Rudi Lins anvertraut. Den 911 fuhren Dieter Spoerry und der finnische Rallyefahrer Pauli Toivonen.
Nach wie vor hatten die Techniker von Alfa Romeo Schwierigkeiten mit dem neuen 3-Liter-Motor, sodass Carlo Chiti für Autodelta zwei Alfa Romeo T33/2 2.5 mit dem 2,5-Liter-Agreggat meldete. Chiti vertraute auf Nino Vaccarella, der als Sizilianer bei der Targa immer besonders motiviert war. Sein Teamkollege war Andrea de Adamich. Den zweiten Werks-Tipo 33 pilotierten Ignazio Giunti und Nanni Galli, den dritten Mario Casoni und Spartaco Dini.
In der ersten Aprilwoche trainierten die Porsche-Werksfahrer auf dem nicht abgesperrten Piccolo circuito delle Madonie. Auf einem Porsche 911R und einem 908 Spyder fuhren die Piloten über die Landstraßen und durch die Dörfer, vorbei an jubelnden Zuschauern, streunenden Hunden, Eselkarren und dem normalen Alltagsverkehr. Dabei wurden Zeiten gefahren, die in den 1950er-Jahren die besten Fahrer während des Rennens auf der abgesperrten Straße erzielten. Stirling Moss fuhr 1955 im Mercedes-Benz 300 SLR eine Rundenzeit von 43:07,200 Minuten und durchbrach damit erstmals die Grenze der Durchschnittsgeschwindigkeit von 100 km/h. Umberto Maglioli benötigte im 908 Spyder mitten durch den Verkehr für die Runde 42 Minuten. Udo Schütz war noch um zwei Minuten schneller. Pauli Toivonen fuhr mehrere Tage in Folge jeweils zwölf Runden am Stück. Im offiziellen Zeittraining unterboten sich die Porsche-Fahrer gegenseitig. Erst erzielte Maglioli eine Zeit von 36:34 Minuten, dann Mitter 36:25 und Stommelen 36:24 Minuten. Schnellster war Vic Elford mit einer Zeit von 35:34 Minuten. Bei einem weiteren Versuch eine schnelle Runde zu fahren verunfallte Elford und verursachte einen Totalschaden am Trainingswagen. Autodelta verlor den Wagen von Casoni/Dini, nachdem Dini ebenfalls einen Unfall hatte.
Am Samstag vor dem Renntag fand im Porsche-Lager in einem Hotel in Palermo die letzte Teambesprechung statt. Am Vormittag war Ferry Porsche mit seiner Schwester Louise Piëch im Mercedes-Benz 300 SEL 6.3 angereist und nahm am Meeting teil. Dort wurde den Fahrern mit Nachdruck eingeschärft, sich im Rennen gegenseitig Platz und den schnelleren Wagen passieren zu lassen. Ein Zuwiderhandeln hätte die Entlassung zur Folge. Im Foyer des Hotels, in dem die Porsche-Mannschaft logierte, befestigte Rico Steinemann den Zeitplan für den Renntag an einer Pinnwand. Joakim Bonnier, der einen Lola T70 Mk.3B GT für die Scuderia Filipinetti fuhr und im selben Hotel wohnte, konterkarierte die Vorgaben mit einem eigenen Schrieb, den er daneben anbrachte. „Für alle Filipinetti-Piloten: 10 Uhr Abfahrt vom Hotel, 13 Uhr Mittagessen an der Strecke, jeder soll sich seinen eigenen Champagner mitbringen, 16 Uhr Siegesfeier“.
Im Unterschied zum bisherigen Startprozedere, das vorsah, dass die langsamsten Fahrzeuge des Trainings zuerst auf die Strecke gingen und in einem Intervall von 20 Sekunden die schnellsten Wagen am Schluss, wurde dieser Vorgang 1969 umgedreht und der Intervall auf zehn Sekunden verkürzt. Der Start geriet jedoch zu einem Willkürakt des Veranstalters. Nicht die im Training überlegenen Porsche, sondern der Alfa Romeo Tipo 33 von Vaccarella wurde als erster Rennwagen auf die Strecke gelassen. Nach nur drei weiteren Wagen wurde der Intervallstart aufgegeben und das restliche Starterfeld beinahe gleichzeitig losgeschickt. Dadurch lagen alle sechs Porsche-Prototypen knapp hintereinander. Nach wenigen Kilometern hatten sie Vaccarellas Alfa Romeo eingeholt. Erst ging Rolf Stommelen an ihm vorbei, danach Vic Elford und Gerhard Mitter. Beim Notdepot bei Kilometer 38 stoppte Stommelen, weil der Motor unübliche Geräusche von sich gab. Auch Rudi Lins hielt seinen Porsche beim Depot an, weil der Öldruck viel zu niedrig war. Nach der ersten Runde führte Vic Elford im 908 mit einer Zeit von 36:27 Minuten zwölf Sekunden vor Gerhard Mitter. An der dritten Stelle lag Bonniers Teamkollege Herbert Müller im Lola, der im ganzen Startdurcheinander erst als Letzter ins Rennen gegangen war und das Feld von ganz hinten aufrollte. Müller, der zum Streckenstudium im Training nur einen kleinen Fiat 850 zur Verfügung gehabt hatte, erreichte eine Rundenzeit von 37:13 Minuten. Rolf Stommelen lag trotz seines unplanmäßigen Stopps mit 37:16 Minuten an der vierten Stelle. Der Zweikampf von Elford und Mitter wurde schon nach der zweiten Runde entschieden, als Elford nach einer Rekordrunde von 35:27,500 an die Boxen kam. Ein Gebläsezahnriemen war gebrochen und musste ersetzt werden. Elford verlor dabei sechs Minuten auf Mitter. Er versuchte daraufhin den Rückstand auf Mitter durch Rekordrunden wieder aufzuholen. In der vierten Runde kollidierte er beim Überholen mit dem Alfa Romeo Tipo 33 von Nanni Galli. Während Elford ohne lange Verzögerung weiterfahren konnte, musste Galli mit einem Schaden an der Hinterradaufhängung aufgeben. Nach der siebten Runde – inzwischen fuhr Schütz den Mitter-Wagen und Maglioli den 908 von Elford – betrug der Rückstand noch immer vier Minuten. Maglioli blieb eine Runde länger im Cockpit als geplant und kam erst nach der achten Runde zum letzten Stopp an die Boxen. In den verbliebenen zwei Umläufen konnte Elford den Rückstand auf Mitter nicht mehr aufholen. Der Sieg von Mitter und Schütz geriet in der letzten Runde in Gefahr, als ein aufgewirbelter leerer Zementsack den Kühler verdeckte und die Öltemperatur auf 140 Grad steigen ließ. Mitter musste anhalten und den Sack entfernen. Im Ziel hatte er noch 2 Minuten und 45 Sekunden Vorsprung auf seinen Teamkollegen Elford.
Von den sechs gestarteten Porsche 908 klassierten sich vier Wagen an der Spitze des Feldes. Nach Mitter/Schütz und Elford/Maglioli kamen Rolf Stommelen und Hans Herrmann als Dritte ins Ziel. Vierte wurden Willy Kauhsen und Karl von Wendt. Nach den frühen Problemen mit dem Öldruck mussten sich Rudi Lins und Gérard Larrousse mit dem 21. Endrang begnügen. Richard Attwood und Brian Redman fielen nach einem Schaden an der Antriebswelle aus. Der Porsche 911R ging nach einem Unfall von Pauli Toivonen in der zweiten Runde in Flammen auf. Bei Alfa Romeo gab es einen Totalausfall. Nach dem Ausscheiden von Nanni Galli nach der Kollision mit dem Porsche von Vic Elford stoppte ein Motorschaden in der sechsten Runde das Duo Vaccarella/de Adamich. An Joakim Bonniers Lola T70 lösten sich bei hohem Tempo Radmuttern; der folgende Bruch der Radaufhängung führte zum Ausfall des Wagens.

## Ergebnisse

### Schlussklassement
| 1               | P 3.0    | 266 | Porsche AG                 | Gerhard Mitter Udo Schütz                    | Porsche 908/02                      | 10 |
| 2               | P 3.0    | 270 | Porsche AG                 | Vic Elford Umberto Maglioli                  | Porsche 908/02                      | 10 |
| 3               | P 3.0    | 274 | Porsche AG                 | Rolf Stommelen Hans Herrmann                 | Porsche 908/2                       | 10 |
| 4               | P 3.0    | 272 | Porsche AG                 | Willi Kauhsen Karl von Wendt                 | Porsche 908/02                      | 10 |
| 5               | P 2.0    | 248 | Scuderia Madunina          | Enrico Pinto Giovanni Alberti                | Alfa Romeo T33/2                    | 10 |
| 6               | P 3.0    | 276 | BG Racing Team             | Gerhard Koch Hans-Dieter Dechent             | Porsche 907 2.2                     | 9  |
| 7               | P 3.0    | 278 | Corrado Manfredini         | Corrado Manfredini Luciano Selva             | Porsche 907 2.2                     | 9  |
| 8               | S 5.0    | 178 | I.G.F.A.                   | Erich Bitter Helmut Kelleners                | Abarth 2000 S                       | 9  |
| 9               | P 2.0    | 238 | Squadra Lancia HF          | Rauno Aaltonen Sandro Munari                 | Lancia Fulvia HF F&M Special Spider | 9  |
| 10              | GT 2.0   | 86  | Everardo Ostini            | Everardo Ostini Giampiero Moretti            | Porsche 911T                        | 9  |
| 11              | S 1.3    | 122 | Scuderia Pegaso            | Salvatore Calascibetta Vincenzo Ferlito      | Abarth 1000 SP                      | 9  |
| 12              | GT 2.0   | 74  | Gianfranco Bonetto         | Gianfranco Bonetto Donzel Mores              | Porsche 911T                        | 9  |
| 13              | GT 2.0   | 88  | Rallye Gemeinschaft Ulm    | Eberhard Sindel Dieter Benz                  | Porsche 911S                        | 9  |
| 14              | S 5.0    | 188 | J.C.B. Ltd.                | Peter Brown Roger Enever                     | Chevron B8                          | 8  |
| 15              | S 1.3    | 128 | Scuderia Etna              | Giuseppe Virgilio Angelo Bonaccorsi          | Abarth 1000 OT                      | 8  |
| 16              | S 1.3    | 126 | Enzo Buzzetti              | Enzo Buzzetti Walter Dona                    | Abarth 1000 SP                      | 8  |
| 17              | GT 2.0   | 72  | Scuderia Pegaso            | Eugenio Renna Francesco Troia                | Porsche 911S                        | 8  |
| 18              | GT 1.3   | 20  | Jolly Club                 | Tony Fall Ruiz Jimenez                       | Lancia Fulvia Sport Competizione    | 8  |
| 19              | GT 1.3   | 6   | Scuderia Pegaso            | Raffaele Restivo Alfonso Merendino           | Lancia Fulvia Sport Competizione    | 8  |
| 20              | GT 2.0   | 100 | Dan Margulies              | Dan Margulies Rob Mackie                     | Porsche 911T/R                      | 8  |
| 21              | P 3.0    | 264 | Porsche AG                 | Rudi Lins Gérard Larrousse                   | Porsche 908/02                      | 8  |
| 22              | GT 1.6   | 42  | Scuderia Pegaso            | Paolo de Luca Francesco Jemma                | Alfa Romeo Duetto                   | 8  |
| 23              | GT 1.3   | 16  | Jolly Club                 | Cesare Poretti Fiorenzo Genta                | Lancia Fulvia Sport Competizione    | 8  |
| 24              | S 5.0    | 186 | Racing Team Falken         | Angus Clydesdale Edgar Berney                | Chevron B8                          | 8  |
| 25              | P 2.0    | 246 | Leandro Terra              | Leandro Terra Turillo Barbuscia              | Ferrari Dino 206P                   | 8  |
| 26              | S 1.6    | 158 | Scuderia Pegaso            | Pietro Lo Piccolo Ignazio Serse              | Alfa Romeo Giulia TZ                | 8  |
| 27              | GT 1.6   | 32  | Scuderia Pegaso            | Adriano Reale Vincenzo Mirto Randazzo        | Porsche 356 SC                      | 8  |
| 28              | GT 1.3   | 14  | Scuderia Pegaso            | Sergio Mantia Gaetano Lo Jacono              | Lancia Fulvia Sport Competizione    | 8  |
| 29              | GT 2.0   | 82  | Scuderia Aretusa           | „Sancho“ „Zorba“                             | Ferrari Dino Spider                 | 8  |
| 30              | GT 1.3   | 4   | Franco Lisitano            | Franco Lisitano Mateo Calabro                | Lancia Fulvia Sport                 | 8  |
| 31              | S 1.3    | 124 | Scuderia Nord-Ovest        | Eris Tondelli Marco Crosina                  | Abarth 1000 SP                      | 8  |
| 32              | GT 1.6   | 46  | Scuderia Nord-Ovest        | Francesco Cosentino Walfrido Orecchioni      | Fiat 124 Spider                     | 8  |
| 33              | P 3.0    | 268 | Porsche AG                 | Richard Attwood Brian Redman                 | Porsche 908/02                      | 7  |
| 34              | S 1.3    | 132 | Scuderia Etna              | Santo Scigliano Giuseppe D’Amico             | Alfa Romeo Giulietta Sprint Zagato  | 7  |
| 35              | GT 1.6   | 36  | Assosport                  | „Wilson“ Domenico Patti                      | Porsche 356 SC                      | 7  |
| 36              | GT 1.6   | 40  | Scuderia Pegaso            | Giancarlo Mercadante Salvatore Barraco       | Alfa Romeo Giulia SS                | 7  |
| 37              | S 1.3    | 138 | Scuderia Nissena           | Antonio Ferraro Giuseppe Valenza             | Abarth-Simca 1300 Bialbero          | 7  |
| 38              | GT 1.3   | 2   | Roberto Fusina             | Roberto Fusina Enrico Re                     | Bertone Racer                       | 7  |
| 39              | P 3.0    | 262 | Autodelta                  | Nino Vaccarella Andrea de Adamich            | Alfa Romeo T33/2 2.5                | 6  |
| 40              | S 5.0    | 176 | Taurinova                  | Baldassare Taormina Pasquale Tacci           | Porsche 906                         | 6  |
| 41              | GT 1.3   | 8   | Jolly Club                 | Luigi Cabella Giovanni Marini                | Lancia Fulvia Sport Competizione    | 6  |
| 42              | P 1.0    | 204 | Scuderia Etna              | Francesco Patané Orazio Scaglia              | Fiat-Abarth 1000 S                  | 6  |
| 43              | S 1.3    | 130 | Claudio Bruschi            | Claudio Bruschi Mario Spataro                | Alfa Romeo Giulietta Sprint Zagato  | 6  |
| 44              | P 1.0    | 202 | Jolly Club                 | Ugo Locatelli Mario Zanetti                  | Abarth 1000 SP                      | 5  |
| 45              | P 1.0    | 202 | Jolly Club                 | Francesco Morelli Erik Banti                 | De Sanctis                          | 5  |
| 46              | P 1.0    | 206 | Racing Development Falken  | John Markey Terry Hunter                     | Costin-Nathan GT                    | 5  |
| 47              | GT 1.3   | 12  | Girolamo Capra             | Girolamo Capra Angelino Lepri                | Lancia Fulvia Sport                 | 5  |
| 48              | GT 2.0   | 84  | Hans-Dieter Weigel         | Hans-Dieter Weigel Ferfried von Hohenzollern | Porsche 911T                        | 5  |
| 49              | GT 2.0   | 62  | Corrado Ferlaino           | Corrado Ferlaino Nino Todaro                 | Porsche 911T                        | 5  |
| 50              | GT 1.6   | 44  | Scuderia Etna              | P. Mendozza Cesare di Belmonte               | Fiat 124 Sport Spider               | 5  |
| 51              | S 1.3    | 140 | Scuderia Etna              | Alfio Gambero Girolamo Perniciaro            | Abarth 1300 OT                      | 5  |
| 52              | S 1.6    | 154 | Scuderia Pegaso            | Giuseppe Garofalo Salvatore Sutera           | Osca 1600 GT                        | 5  |
| Disqualifiziert |          |     |                            |                                              |                                     |    |
| 53              | GT 2.0   | 66  | Brescia Corse              | Ennio Bonomelli Cesare Guzzi                 | Porsche 911T                        | 9  |
| Ausgefallen     |          |     |                            |                                              |                                     |    |
| 54              | S 1.6    | 156 | Brescia Corse              | Giancarlo Sala Alessandro Uberti             | Alfa Romeo Giulia TZ                | 4  |
| 55              | S 5.0    | 180 | Autodelta                  | Ignazio Giunti Nanni Galli                   | Alfa Romeo T33/2                    | 4  |
| 56              | P 1.0    | 208 | Scuderia Pegaso            | Alfonso Vella Giovanni Rizzo                 | De Sanctis                          | 4  |
| 57              | P 2.0    | 232 | Squadra Lancia HF          | Claudio Maglioli Raffaele Pinto              | Lancia Fulvia HF F&M Special Spider | 4  |
| 58              | P 2.0    | 250 | Antonio Nicodemi           | Jonathan Williams Antonio Nicodemi           | Porsche 907                         | 4  |
| 59              | GT 1.3   | 18  | „Killimany Duns“           | „Killimany Duns“ „Elles Angell“              | Lancia Fulvia Sport Competizione    | 3  |
| 60              | GT + 2.0 | 112 | Alan Smith                 | Alan Smith Nick Faure                        | Triumph TR5                         | 3  |
| 61              | S 5.0    | 174 | Antonio Zadra              | Antonio Zadra Mario Casoni                   | Alfa Romeo T33/2                    | 3  |
| 62              | S 5.0    | 190 | Scuderia Filipinetti       | Herbert Müller Jo Bonnier                    | Lola T70 Mk.3B GT                   | 3  |
| 63              | P 1.0    | 212 | Romano Martini             | Romano Martini Aldo Horvat                   | ATS 1000 SP                         | 3  |
| 64              | P 2.0    | 224 | Jack Wheeler               | Jack Wheeler Martin Davidson                 | Austin-Healey Sprite                | 3  |
| 65              | P 2.0    | 252 | Mark Konig                 | Mark Konig Gabriele Konig                    | Nomad Mk.2                          | 3  |
| 66              | GT 1.6   | 50  | Scuderia Ateneo            | Silvestre Semilia Salvatore Gagliano         | Alfa Romeo Giulia Spider            | 2  |
| 67              | S 1.3    | 134 | Scuderia Pegaso            | Guido Garufi Franco Tagliavia                | Abarth 1300 OT                      | 2  |
| 68              | S 1.6    | 160 | Scuderia Ateneo            | Alfonso di Garbo Girolama Caci               | Osca 1600 GT                        | 2  |
| 69              | P 2.0    | 230 | Scuderia Ateneo            | Enzo Pinelli Antonio Guargliardo             | Fiat-Abarth 2000 S                  | 2  |
| 70              | P 2.0    | 234 | Scuderia Nissena           | Aldo Bardelli Carmelo Giugno                 | Alfa Romeo Giulia TZ2               | 2  |
| 71              | P 2.0    | 240 | Porsche AG                 | Dieter Spoerry Pauli Toivonen                | Porsche 911R                        | 2  |
| 72              | GT 2.0   | 64  | Pierre Greub               | Pierre Greub Jean Égreteaud                  | Porsche 911S                        | 1  |
| 73              | GT 2.0   | 70  | Scuderia Pegaso            | Armando Floridia Libero Marchiolo            | Porsche 911S                        | 1  |
| 74              | GT + 2.0 | 114 | Scuderia Montegrappa       | Alessandro Federico Vito Coco                | Ferrari 275 GTB/C                   | 1  |
| 75              | S 5.0    | 184 | Scuderia Pegaso            | Piero Bellavia Daniele Stabile               | Abarth-Simca 2000 Bialbero          | 1  |
| 76              | P 1.0    | 218 | M. Dickin                  | Tony Bending Alan Capell                     | Austin-Healey Sprite                | 1  |
| 77              | P 2.0    | 226 | Pierre Dumaz               | Pierre Dumaz Marc Soleil                     | Fournier-Marcadier                  | 1  |
| 78              | GT 1.6   | 34  | Luciano Verrocchio         | Luciano Verrocchio Licio Pardi               | Porsche 356 SC                      | 1  |
| 79              | GT 2.0   | 76  | Claude Haldi               | Claude Haldi Jacques Rey                     | Porsche 911S                        | 1  |
| Nicht gestartet |          |     |                            |                                              |                                     |    |
| 80              | S 1.6    | 152 | Scuderia Ateneo            | Pasquale de Francisci Stefano Alongi         | Alfa Romeo Giulia TZ                | 1  |
| 81              | S 5.0    | 172 | Autodelta                  | Mario Casoni Spartaco Dini                   | Alfa Romeo T33/2                    | 2  |
| 82              | S 5.0    | 182 | Giampiero Moretti          | Giampiero Moretti Giampiero Biscaldi         | Porsche 910                         | 3  |
| 83              | P 2.0    | 228 | Unipower Cars Ltd.         | Andrew Hedges Piers Forester                 | Unipower GT                         | 4  |
| 84              | P 2.0    | 236 | Julian Hasler              | Peter Jackson Clive Baker                    | Nomad Mk.1                          | 5  |
| 85              | GT 2.0   | T   | Hans-Dieter Weigel         | Hans-Dieter Weigel Ferfried von Hohenzollern | Porsche 911S                        | 6  |
| 86              | P 3.0    | T   | Porsche System Engineering | Vic Elford                                   | Porsche 908/02                      | 7  |

1 Unfall im Training
2 Unfall im Training
3 Unfall im Training
4 Unfall im Training
5 Unfall im Training
6 Trainingswagen
7 Unfall im Training

### Nur in der Meldeliste
Hier finden sich Teams, Fahrer und Fahrzeuge, die ursprünglich für das Rennen gemeldet waren, aber aus den unterschiedlichsten Gründen daran nicht teilnahmen.
| Pos. | Klasse | Nr. | Team                | Fahrer                               | Chassis             |
| ---- | ------ | --- | ------------------- | ------------------------------------ | ------------------- |
| 87   | GT 1.3 | 10  | Giampaolo Baruffi   | Giampaolo Baruffi Eugenio Foschetti  | Lancia Fulvia Sport |
| 88   | GT 1.6 | 38  | Domenico Tramontana | Domenico Tramontana Antonio Catalano | Fiat 124 Spider     |
| 89   | GT 1.6 | 43  | Alberto Rosselli    | Alberto Rosselli Giani Belli         | Fiat 124 Spider     |
| 90   | GT 2.0 | 68  | Edgar Herrmann      | Edgar Herrmann Hans Schuller         | Porsche 911S        |
| 91   | GT 2.0 | 78  | Moreno Baldi        | Moreno Baldi Roberto Giardi          | Ferrari Dino 206S   |
| 92   | GT 2.0 | 80  | Carlo Pietromarchi  | Carlo Pietromarchi Giovanni Vasari   | Fiat Dino Spider    |
| 93   | GT 2.0 | 102 | Nick Ukmar          | Nick Ukmar Stephen Behr              | Porsche 911S        |
| 94   | S 1.3  | 136 | Romano Ramoino      | Romano Ramoino Federico Giunta       | Abarth-Simca 1300   |
| 95   | P 1.0  | 210 | Luciano Pasotto     | Luciano Pasotto                      | Abarth 1000 SP      |
| 96   | P 1.0  | 216 | Peter Mitchell      | Peter Mitchell Paul Woode            | Ginetta G12         |
| 97   | P 2.0  | 242 | Dominique Martin    | Dominique Martin Jean-Claude Killy   | Porsche 907         |
| 98   | P 2.0  | 254 | Richard Dawkins     | Richard Dawkins Rod Eade             | MGB                 |

### Klassensieger
| Klasse   | Fahrer                  | Fahrer            | Fahrzeug                         | Platzierung im Gesamtklassement |
| -------- | ----------------------- | ----------------- | -------------------------------- | ------------------------------- |
| P 3.0    | Gerhard Mitter          | Udo Schütz        | Porsche 908/02                   | Gesamtsieg                      |
| P 2.0    | Enrico Pinto            | Giovanni Alberti  | Alfa Romeo T33/2                 | Rang 5                          |
| P 1.0    | kein Teilnehmer im Ziel |                   |                                  |                                 |
| S 5.0    | Erich Bitter            | Helmut Kelleners  | Abarth 2000 S                    | Rang 8                          |
| S 1.6    | Pietro Lo Piccolo       | Ignazio Serse     | Alfa Romeo Giulia TZ             | Rang 26                         |
| S 1.3    | Salvatore Calascibetta  | Vincenzo Ferlito  | Abarth 1000 SP                   | Rang 11                         |
| GT + 2.0 | kein Teilnehmer im Ziel |                   |                                  |                                 |
| GT 2.0   | Everardo Ostini         | Giampiero Moretti | Porsche 911T                     | Rang 10                         |
| GT 1.6   | Paolo de Luca           | Francesco Jemma   | Alfa Romeo Duetto                | Rang 22                         |
| GT 1.3   | Tony Fall               | Ruiz Jimenez      | Lancia Fulvia Sport Competizione | Rang 18                         |

### Renndaten
- Gemeldet: 98
- Gestartet: 79
- Gewertet: 52
- Rennklassen: 10
- Zuschauer: unbekannt
- Wetter am Renntag: warm und trocken
- Streckenlänge: 72,000 km
- Fahrzeit des Siegerteams: 6:07:45,300 Stunden
- Gesamtrunden des Siegerteams: 10
- Gesamtdistanz des Siegerteams: 720,000 km
- Siegerschnitt: 117,470 km/h
- Pole-Position: keine
- Schnellste Rennrunde: Vic Elford – Porsche 908/02 (#270) – 35:08,200 = 122,948 km/h
- Rennserie: 5. Lauf zur Sportwagen-Weltmeisterschaft 1969